# Stardust (singel Martina Gore’a)
Stardust – singel Martina L. Gore’a, autora piosenek, klawiszowca, gitarzysty i wokalisty zespołu Depeche Mode, promujący album Counterfeit².

## Wydany w krajach
- Australia (CD)
- Francja (DVD)
- Unia Europejska (12”, CD, DVD)
- USA (CD)
- Wielka Brytania (CD-R)

## Informacje
- Nagrano w
- Produkcja
- Teksty i muzyka

## WydaniaVirgin
- numer katalogowy: DVDGO1, wydany 2003, format: DVD, kraj: Francja:
  1. Left Hand Luke and the Beggar Boys (wideo) – 3:08
  2. Stardust – 3:08
  3. Stardust (Atom Vocal Remix) – 3:22

## WydaniaMute
- numer katalogowy: 12 MUTE 296, wydany 2003, format: 12„, kraj: Unia Europejska:
  1. Stardust (Atom Vocal Remix)
  2. Stardust (Atom Instrumental Remix)
  3. I Cast a Lonesome Shadow (Steward Walker Instrumental Mix)

- numer katalogowy: CD MUTE 296, wydany 2003, format: CD, kraj: Unia Europejska:
  1. Stardust
  2. I Cast a Lonesome Shadow (Steward Walker Vocal Mix)
  3. Life Is Strange

- numer katalogowy: RCD MUTE 296, wydany 2003, format: CD, kraj: Unia Europejska:
  1. Stardust – 3:08
  2. I Cast a Lonesome Shadow – 4:51

- numer katalogowy: DVD MUTE 296, wydany 2003, format: DVD, kraj: Unia Europejska:
  1. Left Hand Luke and the Beggar Boys (wideo) – 3:08
  2. Stardust – 3:08
  3. Stardust (Atom Vocal Remix) – 3:22

- numer katalogowy: bez numeru, wydany 2003, format: CD-R, kraj: Wielka Brytania:
  1. Stardust – 3:04
  2. I Cast a Lonesome Shadow (Steward Walker Vocal Mix) – 5:31
  3. Life Is Strange – 2:17
  4. Stardust – 3:04
  5. Stardust (Atom Vocal Remix) – 3:22
  6. Stardust (Atom Vocal Remix) – 3:22
  7. Stardust (Atom Inst. Remix) – 3:23
  8. I Cast a Lonesome Shadow (Steward Walker Inst. Mix) – 5:31

## WydaniaReprise
- numer katalogowy: 2-42617, wydany 2003, format: CD, kraj: USA:
  1. Stardust
  2. Stardust (Atom Vocal Remix)
  3. Stardust (Atom Instrumental Remix)
  4. I Cast a Lonesome Shadow (Steward Walker Vocal Mix)
  5. I Cast a Lonesome Shadow (Steward Walker Instrumental Mix)
  6. Life Is Strange

## WydaniaVirgin
- numer katalogowy: CDRP675, wydany 2003, format: CD, kraj: Australia:
  1. Stardust – 3:08
  2. I Cast a Lonesome Shadow (Steward Walker Vocal Mix) – 5:31
  3. Life Is Strange – 2:17